# Abdenour Bekka
Abdenour Bekka (en arabe : عبد النور بقة), né le 30 septembre 1935 à M'Sila et mort le 11 novembre 2015 à Alger, est un militaire, homme politique et un dirigeant sportif algérien.

## Biographie

### Passé militaire
Abdenour Bekka est un jeune officier de l'armée française qui déserte pour rejoindre les rangs de l'Armée de libération nationale, lui valant une condamnation à mort. Après l'indépendance, il reste dans l'armée algérienne, atteignant le grade de lieutenant colonel.

### Politique
Abdenour Bekka est ministre des Postes et Télécommunications au sein du gouvernement Abdelghani II de 1980 à 1982 et ministre de la Jeunesse et des Sports de 1982 à 1984 au sein du gouvernement Abdelghani III. 

### Sport
Abdenour Bekka est directeur des sports militaires au sein du Ministère de la Défense nationale dans les années 1970 puis président de la Fédération algérienne de football d'août 1975 à janvier 1978. 
Il supervise la mise en place des Jeux africains de 1978 à Alger en 1978 et siège au comité exécutif du Comité international des Jeux méditerranéens ainsi que du Conseil supérieur du sport en Afrique.
Il est président du Comité national olympique algérien de décembre 1983 à mars 1984.